# Kanjani Sentai Eight Ranger
Kanjani Sentai Eight Ranger (関ジャニ戦隊∞レンジャー Kanjani Sentai Eitorenjā) là sản xuất phẩm được sản xuất bởi nhóm nhạc nam của Nhật Bản, Kanjani Eight.

## Nhân vật và diễn viên

### Eight Ranger
Red Ranger (Subaru Shibutani)
Yellow Ranger (Ryo Nishikido)
Orange Ranger (Ryūhei Maruyama)
Blue Ranger (Shota Yasuda)
Green Ranger (Tadayoshi Ōkura)
Purple Ranger (Shingo Murakami)
Black Ranger (Yu Yokoyama)

### B.A.D Group
Kiriyaman (Kiriyama Akito) and Nakaman (Nakama Junta) lead this evil organization. They are the Eight Rangers' arch enemy because they steal candy from children, eating it all, and repeating evil deeds over and over again. When Purple Ranger yells at them, they become very nervous.

## Các tập
Tập:Vị cứu tinh thức sự!?
Tập:Không thể được! Eight Ranger tan rã?! Sự phục hưng của tình bạn!
Tập:Không thể được! Eight Rangers tan rã?! Sự phục hưng của tình bạn! Phần II
Tập:Eight Ranger, Sư phát triển không tưởng! cảm ơn... và, tạm biệt
Tập:Eight Ranger, Hãy nhớ về ngày xưa! Hướng tới một siêu anh hùng!
Tập:Eight Ranger, Linh cảm của tình yêu:... Ngưỡng cửa của run động tình yêu và tình bạn
Eight Ranger, Câu chuyện bên lề độc lập Chiến binh đen. Đang lưu?! Trái tim của một chàng trai trẻ...